# DHCR7
DHCR7 (англ. 7-dehydrocholesterol reductase) – білок, який кодується однойменним геном, розташованим у людей на короткому плечі 11-ї хромосоми. Довжина поліпептидного ланцюга білка становить 475 амінокислот, а молекулярна маса — 54 489.
| 10         |  | 20         |  | 30         |  | 40         |  | 50         |
| ---------- |  | ---------- |  | ---------- |  | ---------- |  | ---------- |
| MAAKSQPNIP |  | KAKSLDGVTN |  | DRTASQGQWG |  | RAWEVDWFSL |  | ASVIFLLLFA |
| PFIVYYFIMA |  | CDQYSCALTG |  | PVVDIVTGHA |  | RLSDIWAKTP |  | PITRKAAQLY |
| TLWVTFQVLL |  | YTSLPDFCHK |  | FLPGYVGGIQ |  | EGAVTPAGVV |  | NKYQINGLQA |
| WLLTHLLWFA |  | NAHLLSWFSP |  | TIIFDNWIPL |  | LWCANILGYA |  | VSTFAMVKGY |
| FFPTSARDCK |  | FTGNFFYNYM |  | MGIEFNPRIG |  | KWFDFKLFFN |  | GRPGIVAWTL |
| INLSFAAKQR |  | ELHSHVTNAM |  | VLVNVLQAIY |  | VIDFFWNETW |  | YLKTIDICHD |
| HFGWYLGWGD |  | CVWLPYLYTL |  | QGLYLVYHPV |  | QLSTPHAVGV |  | LLLGLVGYYI |
| FRVANHQKDL |  | FRRTDGRCLI |  | WGRKPKVIEC |  | SYTSADGQRH |  | HSKLLVSGFW |
| GVARHFNYVG |  | DLMGSLAYCL |  | ACGGGHLLPY |  | FYIIYMAILL |  | THRCLRDEHR |
| CASKYGRDWE |  | RYTAAVPYRL |  | LPGIF      |  |            |  |            |

A: Аланін

C: Цистеїн

D: Аспарагінова кислота

E: Глутамінова кислота

F: Фенілаланін

G: Гліцин

H: Гістидин

I: Ізолейцин

K: Лізин

L: Лейцин

M: Метіонін

N: Аспарагін

P: Пролін

Q: Глутамін

R: Аргінін

S: Серин

T: Треонін

V: Валін

W: Триптофан

Кодований геном білок за функціями належить до оксидоредуктаз, фосфопротеїнів. 
Задіяний у таких біологічних процесах, як метаболізм ліпідів, метаболізм холестеролу, метаболізм стероїдів, метаболізм стеролів, біосинтез ліпідів, біосинтез холестеролу, біосинтез стероїдів, біосинтез стеролів. 
Білок має сайт для зв'язування з НАДФ. 
Локалізований у мембрані, ендоплазматичному ретикулумі.